# 鉛蓄電池

リサイクルマーク（リサイクル法による）

鉛蓄電池（なまりちくでんち）とは、二次電池の一種で電極に鉛を用いるものの総称。単セル電圧が公称2.０ボルト（V）と比較的高めで、かつ安価であることから広く用いられている。多くの製品は、内部で複数セルが直列に繋がれ、12 Vや 24 V で構成されている。

## 歴史

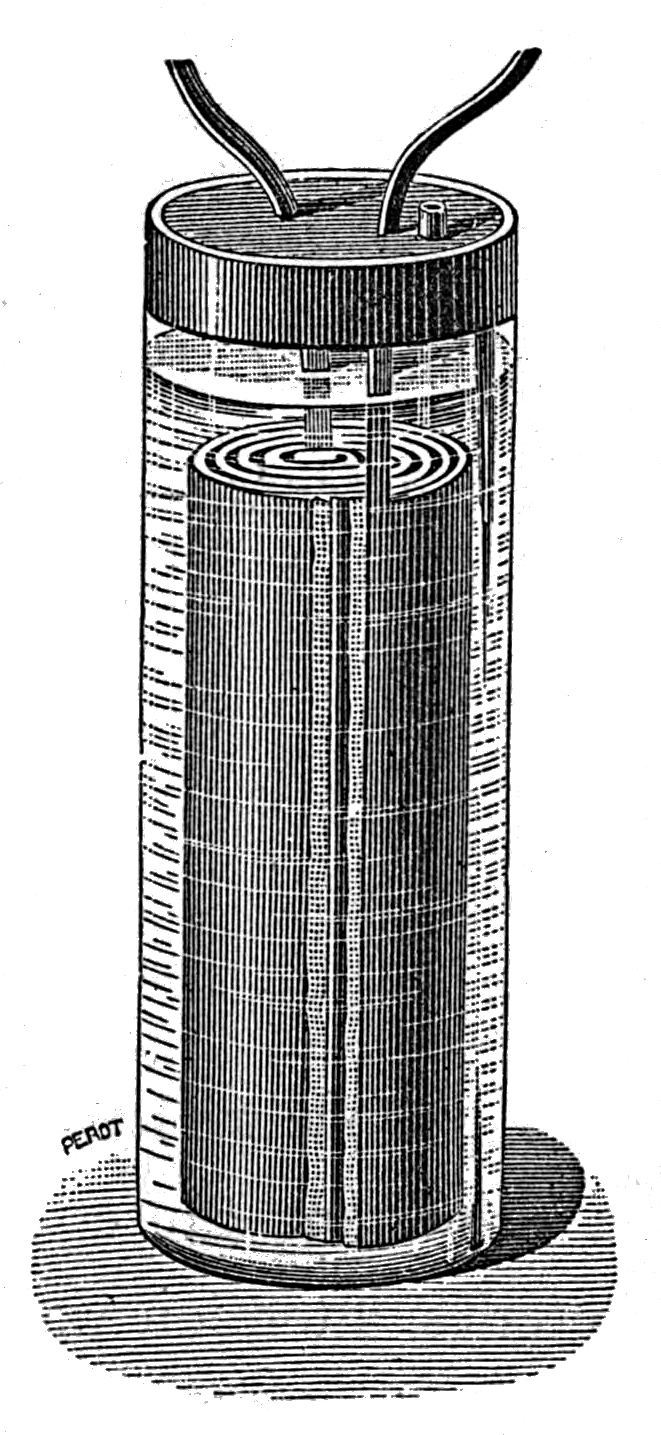
1859年にガストン・プランテが発明した鉛蓄電池のイラスト

鉛蓄電池は、1859年にガストン・プランテにより発明された。プランテの鉛蓄電池は、2枚の薄い鉛板の間に2本のテープ（ゴム帯）を挟んで円筒形に巻き込み希硫酸を充填したものであった。1881年、カミーユ・アルフォンス・フォーレは、酸化鉛の粉末を硫酸で練ってペーストにした物をプレスして加熱することで、海綿状の鉛の板を大量に製造する方法を発明した。この方法により製造された電極を用いた鉛蓄電池の容量は大幅に増強されており、この技術は現在も利用されている。

## 概要
鉛蓄電池は、正極（陽極板）に二酸化鉛、負極（陰極板）に海綿状の鉛、電解液として希硫酸を用いた二次電池である。正極・負極の双方から電解液中に硫酸イオンが移動することで充電され、電解液中の硫酸イオンが正極・負極の双方に移動することで放電を行う（詳細は後述）。放電すると、硫酸イオンが正極・負極の双方に移動するために電解液の比重は低下し、逆に充電すると上昇する。なお、電解液の比重の変化は、放電時に正極で水が作られることも関係している。鉛蓄電池は、短時間で大電流を放電させても、長時間で緩やかな放電を行っても比較的安定した性能を持ち、ほかの二次電池と異なり、放電しきらない状態で再充電を行ってもメモリー効果は表れない。一方、他の蓄電池に比べて大型で重く、希硫酸を使うために漏洩や破損時に危険が伴う。過放電によりサルフェーション（白色硫酸鉛化）と呼ばれる現象が生じて容量が低下する。また、充電量の低下に伴って電解液の濃度が低下し、凝固点が上がるため、極寒地では電解液が凍結しやすくなり、凍結時の膨張により容器が破損する場合もある。このことから、こまめに充電して過放電を避けたほうがより長く機能を維持できる。空になるまで放電させる用途のために電極を改良したディープサイクルバッテリーも存在する。

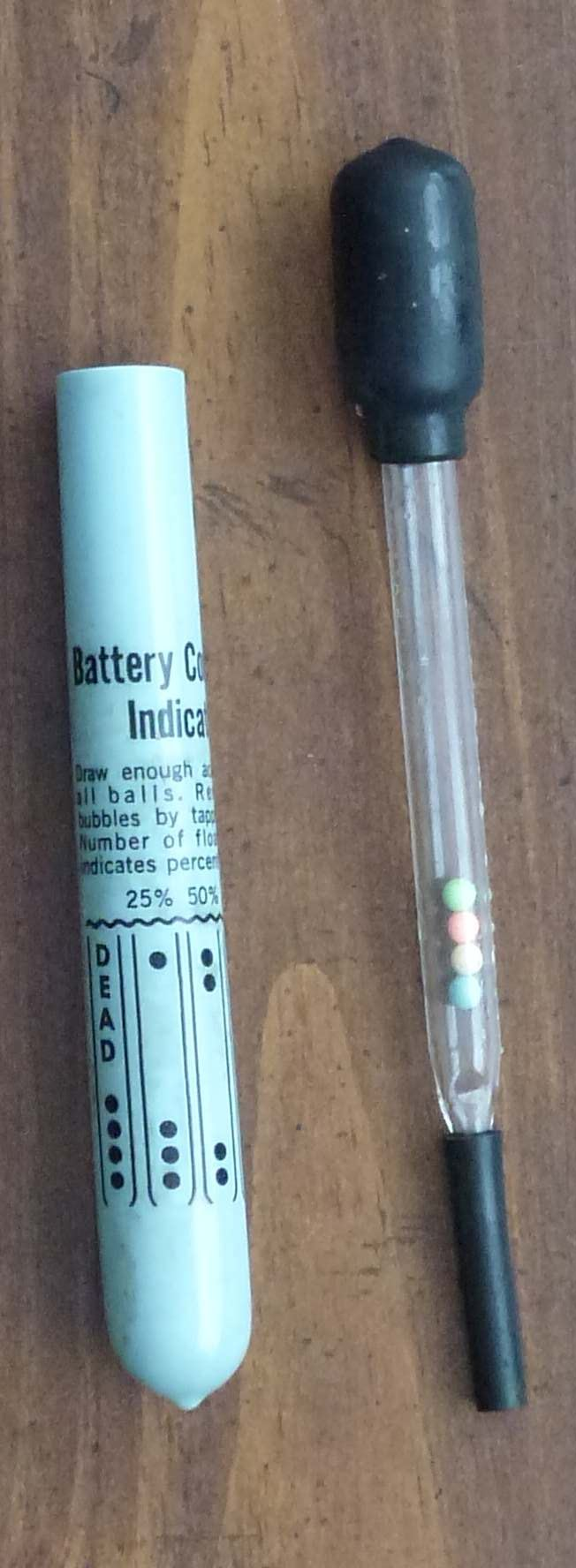
硫酸の比重を測る事で電池の充電レベルを測定する比重計

## 用途
自動車のバッテリーとして広く利用されているのをはじめ、産業用として商用電源が停電した時における浮動充電用無停電電源装置の用途や、電池で駆動する電動フォークリフト・ゴルフカートといった電動車用主電源などにも用いられている。また小型飛行機用としても広く使われている。自動車・小型飛行機いずれの場合も、オルタネーター（交流発電機）で発生した交流をダイオードなどによって整流することによって直流にして充電される。小さなところでは、アイワのヘッドホンステレオなどのガム型電池でも使われた。
潜水艦（通常動力型）「ホランド」（1900年）の誕生以来、潜航時の主な動力源となっている。不定な充放電に強い特性が、エンジンを回して充電できる浮上機会が一定しない潜水艦の運用に適している。重量の大きさも、艦の姿勢を保つバラストに利用している。海上自衛隊の「おうりゅう」（2020年就役）は世界で初めてリチウムイオン電池を採用したが、最初の研究試作から約17年を要した。

## 原理・構造
鉛蓄電池の電極における化学反応は下記で示され、PbとPbO2におけるPbの酸化数の差を利用した電池である。
|      | 放電時                                                                              | 充電時                                                                              |
| ---- | ----------------------------------------------------------------------------------- | ----------------------------------------------------------------------------------- |
| 負極 | {\displaystyle {\ce {Pb\ +SO4^{2-}->PbSO4\ +2{\mathit {e}}^{-}}}}                   | {\displaystyle {\ce {PbSO4\ +2{\mathit {e}}^{-}->Pb\ +SO4^{2-}}}}                   |
| 正極 | {\displaystyle {\ce {PbO2\ +4H^{+}\ +SO4^{2-}\ +2{\mathit {e}}^{-}->PbSO4\ +2H2O}}} | {\displaystyle {\ce {PbSO4\ +2H2O->PbO2\ +4H^{+}\ +SO4^{2-}\ +2{\mathit {e}}^{-}}}} |

上の2本の式は1本にまとめることができる
{\displaystyle {\ce {Pb\ +PbO2\ +2H2SO4\longrightarrow 2PbSO4\ +2H2O}}}
鉛蓄電池の構造は次の通りである。
- 正極
  - 電極格子: 鉛、または鉛合金
  - 活物質: 二酸化鉛 PbO2
- 負極
  - 電極格子: 鉛、または鉛合金
  - 活物質: 鉛 Pb
- 電解液: 希硫酸（H2SO4）濃度:30-35%程度を用途別にJISで規定
- セパレーター: 合成樹脂製で多孔質の隔離板[9]
- 電槽・ふた: 正極・負極板・セパレータを組み合わせた極群や電解液を収納する容器

他に電極端子や安全弁、それらのシール材や表示物がある。

### 極板
鉛蓄電池は電極として2枚の鉛板を使って実現することができる。しかしながら、こういった構造は葉書サイズの極板でわずか1アンペア程しか生み出せず、動作もわずか数分である。
ガストン・プランテはかなり大きな有効表面積を稼ぐ方法を見出した。プランテの設計では、正極板と負極板が渦巻状に巻いた鉛箔であり、それらは薄い布で隔離されている。このセル（単電池）の容量は最初は低かった。そのため、鉛箔を腐食させて二酸化鉛を形成させ、表面積を増大させるためにこれを粗面化する工程が必要とされた。当初、この工程には一次電池からの電力が使用されていた。1870年以後に発電機が利用可能になると、電池の製造コストが大きく低下した。プランテ式極板は現在でも据置型蓄電池で使用されている。
1880年、 カミーユ・アルフォンス・フォーレが（電流導体として機能する）鉛格子を二酸化鉛、硫酸、水を練ったペーストで被覆した後、高湿度環境で穏やかに加熱する熟成（キュアリング）工程によって極板を作成する方法について特許を取得した。熟成工程は上記のペーストを鉛極板に付着した硫酸鉛の混合物へと変化させる。次に、電池の初期充電（「化成」と呼ばれる）中に、極板状の熟成されたペーストが電気化学的に活性な素材（活物質と呼ばれる）へと変換される。フォーレの製造法によって、鉛蓄電池を製造するための時間とコスト大幅に低減され、プランテの電池と比較して容量がかなり増大した 。フォーレの手法は今日でも使用されており、ペースト組成、熟成（今も蒸気中で行われているが、現在は非常に厳密に制御されている）、および格子体の構造と組成については漸進的な改善しか成されていない。
フォーレによって開発された格子体は純鉛の棒が直角に連結されたものだった。対照的に、今日の格子体は機械的強度が高められ、電流がよく流れるよう設計されている（理想的には、格子上の全ての点が電源導体から等距離にあることが望ましい）。また、フォーレが格子体に純鉛を使用したのに対して、その1年以内（1881年）には純鉛が鉛-アンチモン合金（アンチモン含量は8 - 12質量%）によって置き換えられた。鉛-アンチモン合金によって格子体の機械的強度が飛躍的に高まった。しかしながら、高アンチモン格子を使用すると負極での水素発生が大きくなり、電解液の減少が早まり、メンテナンスコストが高いという問題が生じた。これらの問題は1930年代にベル研のU. B. ThomasとW. E. Haringによって割り出され、最終的には1935年に米国の電話網上の予備電池のために鉛-カルシウム合金格子が開発されるに至った。数年後に欧州では鉛-セレン合金格子が開発された。鉛-カルシウム合金格子と鉛-セレン合金格子にはどちらもまだアンチモンが添加されていたが、旧式の高アンチモン合金よりも含量はかなり低いものだった（鉛-カルシウム合金で4 - 6%、鉛-セレン合金で1 - 2%）。これらの冶金学的改良によって格子の強度が高まったため、より多くの活物質を支えられるようになり、極板はより厚くなり、電池の寿命が延びた。高アンチモン格子はサイクル安定性が高いため、現在でも充放電サイクルの頻度が高く、充電電流が低いため水素ガスの発生が顕著ではない用途で使用されている。1950年代からは、水素ガス発生量が小さく、メンテナンス経費も低い鉛-カルシウム電池と鉛-セレン電池が次第に充放電回数が少ない用途（例えば予備電池）向けに使われるようになっていった。1980年代から自動車用電池として使用されているいわゆる「カルシウムバッテリー」の鉛-カルシウム合金にはアンチモンはほとんど含まれておらず、錫を添加することで強度が高められている。
鉛合金からアンチモンを除去すると、過放電後の再充電が困難になり過度の充放電や高温過充電により寿命劣化が起きる「アンチモンフリー効果」が知られている。そのため、ヘビーデューティー用途には正極格子に鉛-アンチモン合金を、負極格子に鉛-カルシウム合金を使用するハイブリッド型電池が使用されている。
従来の鉛だけで構成される電極格子に代わり、新たな材質として鉛とスズ、カルシウムの合金が使われている。材質の改良などにより自己放電が減少し、1年に20%程度しか消耗しないようになった。
水系の電解液を使用しているにもかかわらず水が電気分解する電圧（1.23 V）よりも高い電圧（約2 V）にできるのは、負極材である鉛の水素過電圧が大きく、水素イオンが水素分子となりにくいためである。

## 極板による分類
鉛電池は正極板の構造によりプランテ式、セミブランテ式、クラッド式に分類される。また、負極板にはペースト式とボックス式がある。

### 正極板
プランテ式
プランテ式にはチュードル式とクロライド式（マンチェスター式）がある。
チュードル式
鉛板に多数の縦溝を切ることで表面積を稼ぎ表面を電解酸化させた極板。1883年にヘンリー・オーウェン・チュードルが発明。
クロライド式（マンチェスター式）
鉛-アンチモン合金に多数の円形の穴をあけて純鉛のリボンを付けてリボン表面を酸化鉛にした極板。1895年にマンチェスターに工場があったクロライド蓄電池会社が製造を開始した方式。
セミプランテ式
純鉛板に疎に溝を切りペーストを充填した極板。
クラッド式
クラッド式にはエボナイト・クラッド、ファイバー・クラッド、ペースト式がある。
エボナイト・クラッド
径が10mm程度のエボナイト管に切れ込みを入れて電解液が入るようにし、鉛の心金の周囲に活物質をコートしパイプに充填したもの。
ファイバー・クラッド
ガラス繊維やポリエステル繊維などの繊維をチューブ状に編み上げて、その内部に鉛の心金と活物質を充填したもの。
ペースト式
鉛-アンチモン合金の格子枠に活物質を塗り込んで極板にしたもの。

### 負極板
ペースト式
鉛-アンチモン合金等の格子枠にペーストを塗り込んで負極に化成して海綿状鉛にしたもの。
ボックス式
鉛-アンチモン合金等の格子枠にペーストを塗り込んで両面に穴のあいた純鉛薄板で被覆したもの。

## 構造上の分類
ベント形（開放形）
古くからある構造で、電解液に極板を浸し、蓋に主に充電時に発生するガスを逃がすための排気孔があるもの。排気孔は単にその場でガスを解放するものや、排気用の管を接続できるものなどがある。電池を倒したり逆さにするとこの排気孔から電解液の希硫酸が漏れるので取り扱いに注意を要する。
充電時に電解液中の水が電気分解され、水素ガスと酸素ガスが発生する。このガスは排気孔から放出されるが、火が付くと爆発的に燃えるので注意が必要である。実際には電解液（硫酸）が霧状になって混ざっており、無雑作に放出すると周囲を腐食させ電解液を消費するので、極力分離して電解液を外に出さない工夫が施される。
電気分解や蒸発により電解液中の水が失われるため、電解液量を点検し精製水を補充するメンテナンス（補水）が必要である。電解液が減少し極板が液面上に露出するとその部分が不可逆的に劣化する。また電解液が減少するとその分電池内に溜まるガスの量が増え、万一着火すると危険となるので、補水は非常に重要である。もっとも、現在では電解液の減少を減らす工夫がなされたもの（メンテナンスフリー (MF) バッテリーと呼ばれる）が多く、中には寿命まで補水の必要がないもの（およびベント型だがシール型のように補水口を持たないもの）も存在する。
日本の自動車の始動用鉛蓄電池（SLI (Starting, Lighting and Ignition) バッテリー）は主にこのベント形だが、車室内やトランクルーム内に搭載されるバッテリーは制御弁式が使用されることが多い。
シール形
通常は密閉状態が維持され、使用期間中に補液や補水ができない電池の総称。制御弁式電池や密閉形電池などがある。
制御弁式 (VRLA (Valve-Regulated Lead-Acid) battery)

ガスの発生を減らし容器を密閉できるようにしたもの。充電時に発生する水素ガスと酸素ガスをカルシウムを含む極板により水に戻す。補水は不要、すなわちメンテナンスフリー (MF) バッテリーとなる。
実際にはガスの発生を完全になくすまでには至っておらず、電池の内圧が一定値を超えると制御弁が開きガスを放出し、内圧が下がると制御弁は再び閉じる。保管中は制御弁が閉じているので電解液が漏れることはないが、使用中はその限りでない。
電解液量を少なくでき、その分極板を大きくできるので性能が向上する。しかし周囲温度の影響を受けやすく、特に高い温度では寿命が短くなりがちである。
少ない電解液量で極板をカバーするために、陽極板と陰極板の間をガラスマットで隔て、それに電解液を浸み込ませ保持させる AGM （Absorbent Glass Mat; 吸収ガラスマット）バッテリー、シリカなどを用いて電解液をゲル状に固めたゲルバッテリーなどがある。
密閉形/完全密閉型
ガスの発生を原則ゼロとし容器を密閉したもの。安全弁が設けられているが非常用で、閉じた状態が正常で、通常の運用中は開かない。
シリカなどを用いて電解液をゲル状に固めたゲルバッテリーが用いられ、使用時の姿勢は自由で、乾電池のような感覚で使えるメンテナンスフリー (MF) バッテリーである。※ただし長期保管時は天地正立が推奨され、上下を逆にしての保管を禁止している場合がある。

## 廃棄
鉛蓄電池は、人体や環境に有害な鉛や硫酸を含んでおり、一般の廃棄物として捨てることができない。このため、電池工業会と各電池メーカーを中心に、交換用のバッテリーを販売した店が、廃棄する鉛蓄電池を下取りするリサイクル制度が整備されている。廃棄された鉛蓄電池は、大きく分けて鉛・プラスチック・硫酸に分けられるが、硫酸以外は資源として価値が高いために、業者間では有価物として取引されている。電解液の希硫酸は医薬用外劇物で、廃棄する際などには炭酸水素ナトリウム（重曹）を始めとする中和剤を用いて、適切な処理をしなければならない。

## 劣化現象
鉛蓄電池は放電し切ると、負極板表面に硫酸鉛の硬い結晶が生じるサルフェーション（白色硫酸鉛化）と呼ばれる現象が発生しやすくなる。鉛蓄電池では電極の表面積を広げるために表面が粒状となっているが、サルフェーションにより硫酸鉛が表面に付着して表面積が低下し起電力が低下する。硫酸鉛の結晶は溶解度が低く、一度析出すると充放電のサイクルに戻ることができない。サルフェーションが発生した鉛蓄電池は充電すると電圧は回復するものの内部抵抗が大きくなり、実際使用できる電池容量が低下する。バッテリー劣化はバッテリーテスターでCCA（Cold Cranking Amperes）値を計測することで判断できる。CCA値は-18℃で放電させた場合端子電圧が30秒間に7.2Vまで低下する場合の放電電流(A)を表している。
サルフェーションを起こした鉛蓄電池の機能回復をうたう添加剤があり、多くは炭素微粉末やゲルマニウム、リグニン、特殊ポリマーなどを使用しているが効果は限定的である。パルスを併用した充電でサルフェーションを除去する装置があるが、電極が劣化したり脱落したものには無効である。
他には、正極板の二酸化鉛が使用していくにつれて、徐々にはがれる脱落と呼ばれる現象が発生し、これが電池底部にたまって陽極と陰極をショートした形となって電圧が低下する。セル1個の電圧が2ボルトであるので、ショートしたセルの数だけ2ボルト単位で電圧が低下するのが特徴である。電解液の溶媒である水は、蒸発や充電時に水素と酸素に電気分解されることによって液量が減少する。液面が下がって電極と電解液の接触面積が減少すると起電力が低下するため、鉛蓄電池には液面高さを示す表示がされていて、下限に達した際には精製水を補充する必要がある。電解液が不足（液枯れ）状態では、充電中や衝撃等による火花（ショート）が発生し、水素ガスに引火すると爆発事故となる。
電動フォークリフトなど、多数の鉛蓄電池を日常的に使用する場合に、わずらわしい補水作業を簡単にするため、蓄電池メーカーはオプションで一括補水システムを用意している。

## 鉛蓄電池を製造販売している主な企業
| 会社                             | 市場占有率 (%) | 備考 |
| -------------------------------- | -------------- | --- |
| クラリオス                       | 20.49          | 2019年にジョンソンコントロールズのPower Solutionsユニットがブルックフィールド・ビジネス・パートナーズに売却されて新会社として設立された。製造するバッテリーのブランドはContinental、OPTIMA、Heliar、LTH、Delkor、VARTAなど。日本市場向けのVARTAブランドやボッシュ（BOSCH）ブランドの鉛蓄電池はクラリオスの韓国支社であるClarios Delkor Corporationが製造している。 |
| 天能動力（ティエンノン・パワー） | 16.56          | 1986年創業 |
| イーストペン（East Penn）        | 8.36           | |
| 超威動力（チャオウェイ・パワー） | 8.32           | |
| エキサイド                       | 8.09           | |
| エナーシス                       | 8.09           | |
| GSユアサ                         | 2.61           | |

- 古河電池
- エナジーウィズ（旧昭和電工マテリアルズ蓄電デバイス・システム事業部門、旧日立化成および新神戸電機、Tuflongブランド）
- GSユアサエナジー（旧・パナソニック ストレージバッテリー、パナソニックブランド）
- ACDelco（エーシーデルコ）
- ロバート・ボッシュ